# Club Deportivo Platense
Il Club Deportivo Platense è una società calcistica honduregna, con sede a Puerto Cortés. Milita nella Liga Nacional de Fútbol de Honduras, la massima serie del calcio honduregno.

## Palmarès

### Competizioni nazionali
- Liga Nacional de Fútbol de Honduras: 2

1965-1966, 2000-2001
- Liga de Ascenso de Honduras: 1

1982
- Copa de Honduras: 3

1996, 1997, 2018

### Altri piazzamenti
- Campionato honduregno:

Secondo posto: 1996, Apertura 2000-2001, 2002-2003
- Copa de Honduras:

Finalista: 2015
- CONCACAF Cup Winners Cup:

Semifinalista: 1997

## Allenatori
- Jaime Hormazábal
- Carlos Padilla
- Alberto Romero
- Héctor Vargas (2009-)

## Migliori marcatori
| #  | Giocatore              | Reti |
| -- | ---------------------- | ---- |
| 1  | Raúl Centeno Gamboa    | 53   |
| 2  | Juan Manuel Cárcamo    | 52   |
| 3  | Francisco Ramírez      | 47   |
| 4  | Eduardo Laing          | 41   |
| 5  | Oscar Piedrahita       | 33   |
| 6  | Marcelo Ferreira       | 28   |
| 7  | Carlos "Care" Alvarado | 27   |
| 8  | Dennis Caballero       | 26   |
| 9  | Luis Alonso Perdomo    | 25   |
| 10 | Marcelo Andres Verón   | 23   |

## Organico odierno
| N. |                      | Ruolo | Calciatore        |
| -- | -------------------- | ----- | ----------------- |
|    | Honduras (bandiera)  | P     | Junior Morales    |
|    | Colombia (bandiera)  | D     | Luis Pérez        |
|    | Honduras (bandiera)  | D     | Odis Borjas       |
|    | Honduras (bandiera)  | D     | Quiarol Arzú      |
|    | Honduras (bandiera)  | D     | Gabriel Hernández |
|    | Honduras (bandiera)  | D     | Osman Chávez      |
|    | Honduras (bandiera)  | D     | Manuel Doño       |
|    | Honduras (bandiera)  | D     | Francisco Díaz    |
|    | Paraguay (bandiera)  | D     | David Meza        |
|    | Honduras (bandiera)  | D     | Rony Morales      |
|    | Venezuela (bandiera) | D     | Erick Zepeda      |

| N. |                     | Ruolo | Calciatore         |
| -- | ------------------- | ----- | ------------------ |
|    | Belize (bandiera)   | C     | Harrison Róchez    |
|    | Brasile (bandiera)  | C     | Willian Veloso     |
|    | Honduras (bandiera) | C     | Edgar Álvarez      |
|    | Honduras (bandiera) | C     | Bani Lozano        |
|    | Honduras (bandiera) | C     | Henry Córdoba      |
|    | Honduras (bandiera) | C     | Misael Ruiz        |
|    | Honduras (bandiera) | C     | Odis Borjas        |
|    | Honduras (bandiera) | C     | Walter López       |
|    | Brasile (bandiera)  | A     | Edilson Pereira    |
|    | Brasile (bandiera)  | A     | Marcelo Dos Santos |